# Steve Driehaus

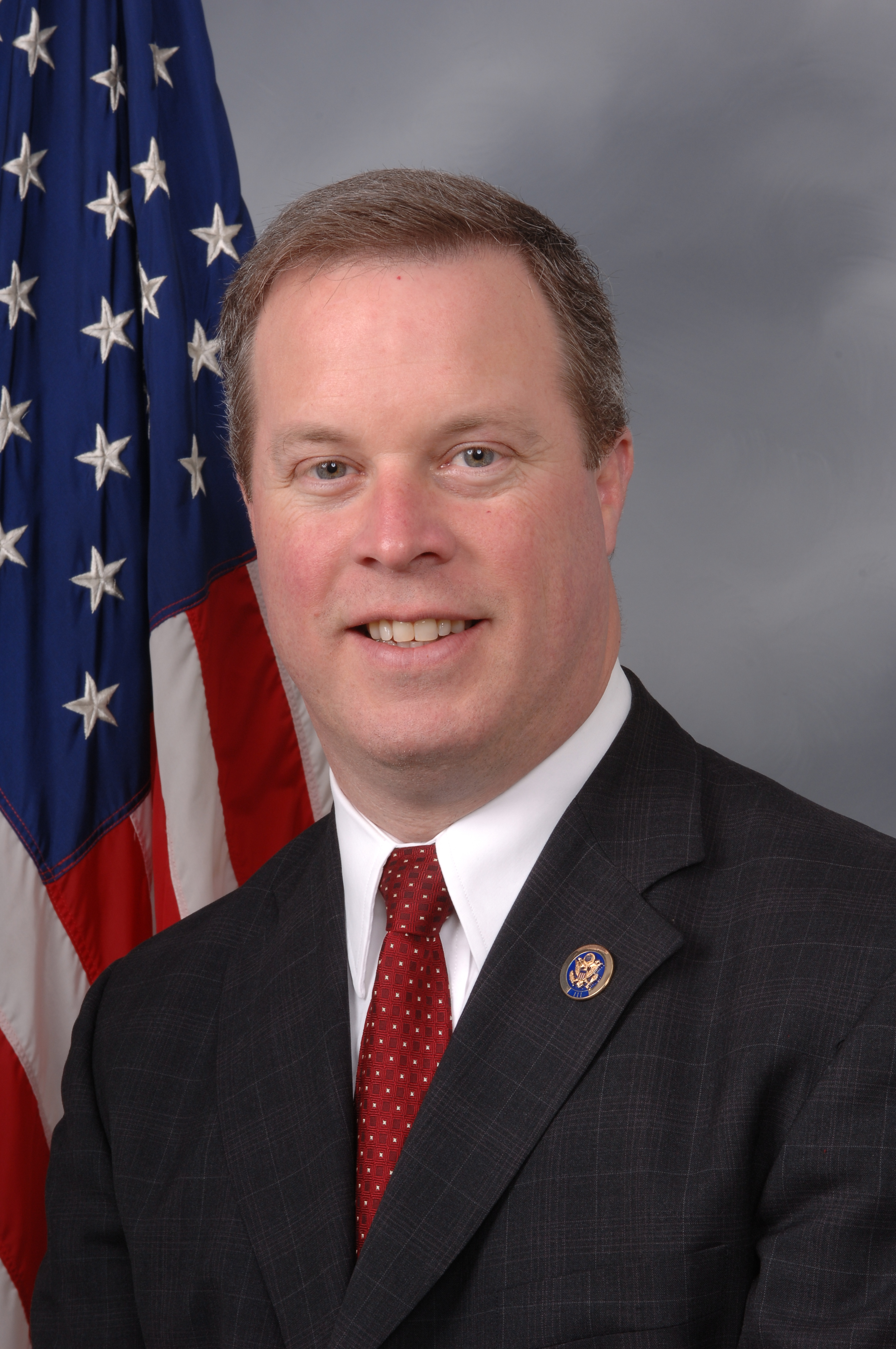
Steve Driehaus (2009)

Steven L. „Steve“ Driehaus (* 24. Juni 1966 in Cincinnati, Ohio) ist ein US-amerikanischer Politiker der Demokratischen Partei. Von 2009 bis 2011 war er Mitglied des Repräsentantenhauses der Vereinigten Staaten für den 1. Kongressdistrikt des Bundesstaates Ohio.

## Biografie
Steve Driehaus wurde in Cincinnati geboren. Nach dem Besuch der High School studierte er an der Miami University und schloss mit einem Bachelor of Arts 1988 ab. Seinen Master of Public Administration erhielt nach dem Abschluss eines weiteren Studiums an der Indiana University 1995. Zwischen den beiden Studien war er mit dem Friedenscorps im Senegal aktiv. Nach Beendigung des Studiums an der Indiana University war er dort als stellvertretender Direktor der Abteilung für Internationalen Unterricht tätig. Daraufhin war er als Assistent von Charlie Luken, dem Bürgermeister von Cincinnati, tätig. 2001 wurde er ins Repräsentantenhaus von Ohio gewählt wo er von 2005 bis 2008 Minority Whip war.
Seit 2009 ist Driehaus der Vertreter des 1. Kongressdistrikts von Ohio im US-Repräsentantenhaus. Er eroberte bei den Wahlen 2008 den Sitz des Republikaners Steve Chabot. Chabot konnte den Sitz bei den Wahlen 2010 jedoch wieder zurückgewinnen. Im House war Driehaus zuletzt Mitglied im Committee on Financial Services und im Committee on Oversight and Government Reform.
Driehaus ist römisch-katholischen Glaubens und lebt mit seiner Frau und seinen 3 Kindern in Cincinnati.